# Apatura szechwanensis
Apatura szechwanensis är en fjärilsart som beskrevs av Le Moult 1947. Apatura szechwanensis ingår i släktet Apatura och familjen praktfjärilar. Inga underarter finns listade i Catalogue of Life.